# Промисловість Маріуполя

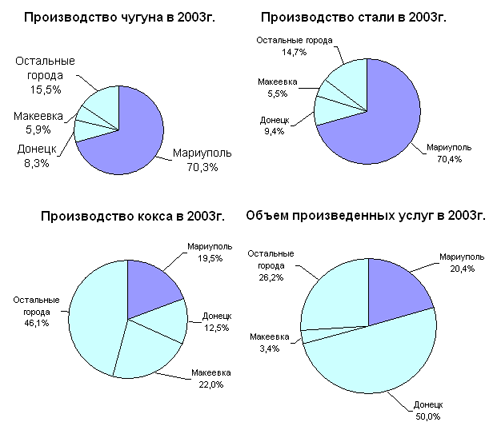
Маріуполь. Промислова продукція. Місто у області

У Маріуполі діють 56 промислових підприємств різних форм власності. Промисловість міста багатогалузева з перевагою важкої індустрії. Загальний обсяг промислового виробництва в 2003 році — 16,8 млрд дол. США (3,3 млрд дол. США), тобто 33,361 тис. грн. на 1 жителя щорічно.
Загальний обсяг промислового виробництва міста за 8 місяців 2005 року (січень-серпень) склав 21 378,2 млн гривень, тобто 4,233 млрд доларів США (в 1999 році — 6 169,806 млн гривень, тобто 1,222 млрд доларів США). Питома вага міста за цим показником в області — 37,5%. Індекс продукції промисловості — 111,2% в 2003 році в порівнянні з 1990 роком.
Провідною галуззю є чорна металургія. Її питома вага в загальноміському обсязі промислового виробництва становить 93,5%. У 2003 році виплавка чавуна — 9,367 млн тонн, виробництво сталі — 11,83 млн тонн, коксу 6% вологості — 2,276 млн тонн.

## ВАТ«Маріупольський металургійний комбінат імені Ілліча»

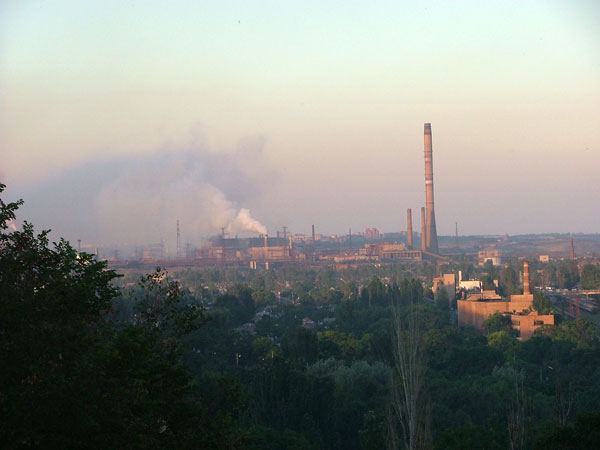
Панорама ВАТ "Азовсталь"

Це друге за розміром металургійне підприємство України (після «Mittal Steel Kryvyi Rih», раніш — «Криворіжсталь»), найбільше підприємство народного господарства Донбасу, один з найбільших експортерів України, підприємство з повним металургійним циклом.
Комбінат імені Ілліча є колективною власністю товариства орендарів («ЗАТ „Ілліч-Сталь“»; близько 37 000 працівників-акціонерів).
Голова правління комбінату — народний депутат, герой України Володимир Семенович Бойко.
Комбінат має структурні підрозділи: управління громадського харчування й торгівлі (УГХТ, мережа 52 підприємств), аптечна мережа «Ілліч-Фарм», більш ніж 50 агроцехів (колишні колгоспи півдня Донецької й Запорізької областей), Комсомольське рудоуправління, машинобудівні підприємства (у тому числі в Черкаській області), аеропорт «Маріуполь», Маріупольське міське телебачення тощо.
Більше 90 000 трудящих (кінець 2005 року). Щорічно виробляється 6 млн тонн чавуну, 7 млн тонн стали, 5,3 млн тонн прокату, 13,5 млн тонн агломерату.

## ВАТ«Азовсталь»
Металургійний комбінат, монополіст в Україні за випуском деяких найменувань металопрокату, підприємство з повним металургійним циклом. Генеральний директор — Дмитро Арнольдович Лівшиць. Колишній директор — Олексій Петрович Білий.
За рівнем валового доходу «Азовсталь» посідає третє місце серед металургійних підприємств України. Щорічно виробляється 6 млн тонн чавуну, 7 млн тонн стали, 4,5 млн тонн прокату.
У 2005 році структурною одиницею комбінату став маріупольський коксохімічний завод «Маркохім» (переважна частина продукції якого раніше споживалася Азовсталлю).
Підприємство є власністю «System Capital Management» (Донецька фінансово-економічна група на чолі з Ринатом Леонідовичем Ахметовим).

## Машинобудування

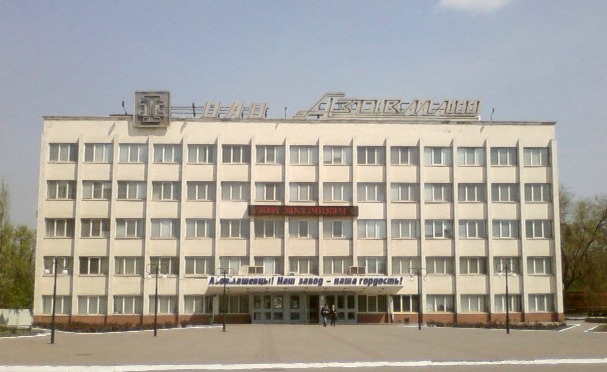
«Азовмаш»

Друге місце в структурі промислового виробництва міста займає машинобудування:
- ВАТ Концерн «Азовмаш» — найбільше машинобудівне підприємство України. Спеціалізується на випуску обладнання для гірничо-металургійного комплексу, цистерн-вагонів, портових кранів, казанів, паливозаправників тощо. Президент — Олександр Володимирович Савчук.

У структуру концерну входять:
- - «Маріупольтяжмаш» — виробництво металургійного встаткування для кранової й гірничорудної техніки;
  - Фірма «Азоввагон» — виробництво вагон-цистерн для перевезення нафтопродуктів, сипучих вантажів, харчових і хімічних продуктів, зріджених газів, контейнер-цистерн;
  - «Азовобщемаш» — виробництво паливозаправників, пропановозів, напівпричепів для перевезення світлих нафтопродуктів, корпусних деталей і вузлів для бронетехніки;
  - Завод нагрівальної апаратури — виробництво побутових плит, опалювальних казанів;
  - «Азовмашпром» — виробництво суцільнозварних спікальних візків для агломераційного виробництва, металургійних і громозводів комбінатів, повітряних фурм доменних печей;
  - Виробництво тепло ізольованих труб.

- Азовський судноремонтний завод (АСРЗ) — найбільше підприємство свого класу на Азовському морі. Підприємство перебуває під управлінням компанії "Маріупольська інвестиційна група".
- Маріупольський радіаторний завод.
- Азовський завод металоконструкцій «Сталькон» (металоконструкції для цивільного будівництва).
- «Східстальконструкція».
- Завод «Електропобутприлад» (випуск побутових пральних машин).
- Маріупольський суднобудівний завод «Плаз» (виробництво яхт і катерів).
- Маріупольський дослідно-експериментальний завод, МДЕЗ (сільхоспвіли, металоконструкції й устаткування для металургії й машинобудування).

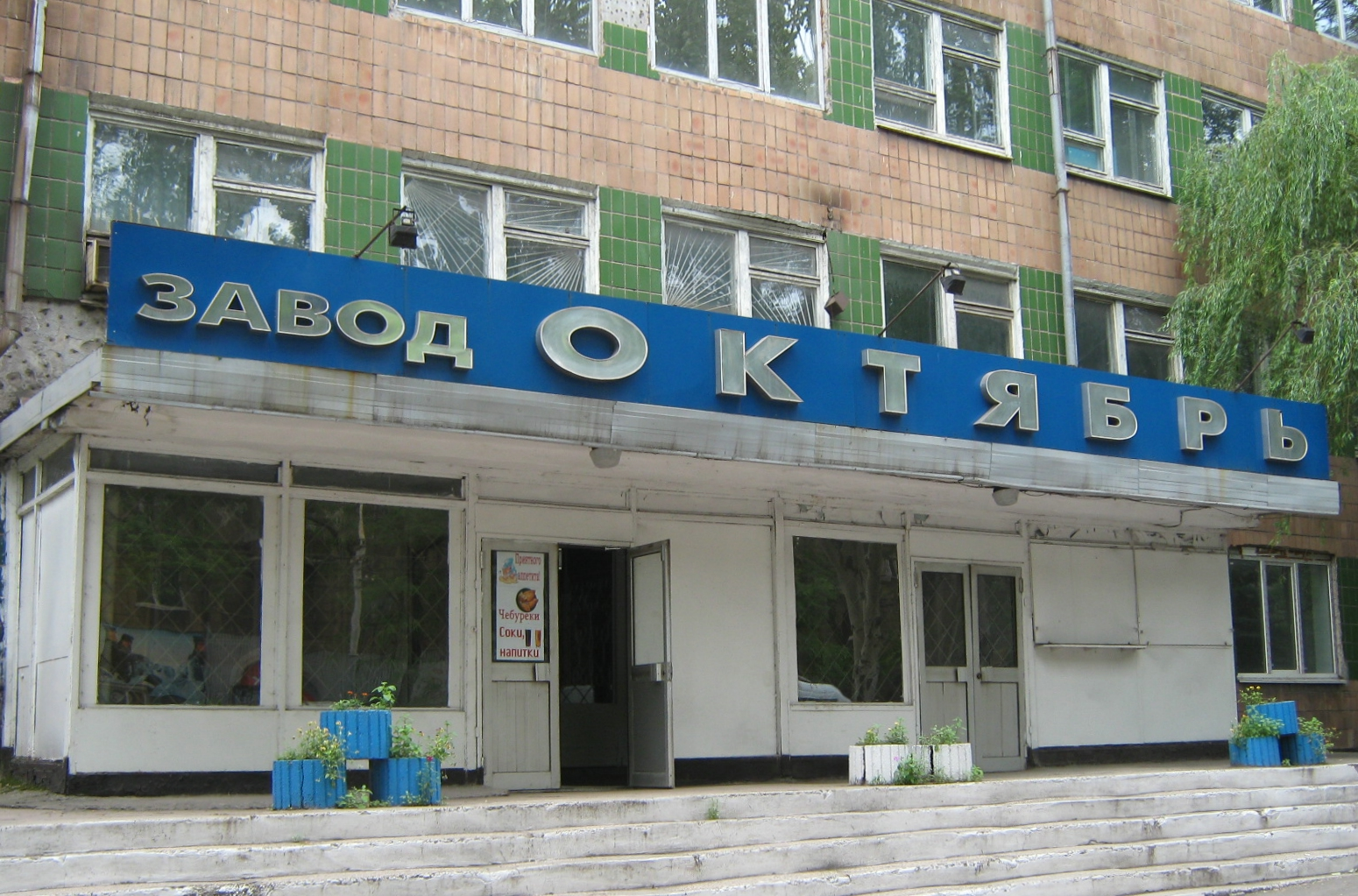
Завод «Жовтень»

- Завод «Жовтень» (замочно-скоб'яні вироби, металеві бочки, лопати, металообробка).
- Завод «Будмаш» (редуктори, розчинонасоси, телефонні й каналізаційні люки, металообробка).
- Завод «Транспрогресс» (теплоізольовані труби, проектування шляхових машин).
- Завод «Пожзахист» (вогнегасники).
- Завод медичного встаткування «Медпром».
- Завод технологічного встаткування.

## Інші галузі

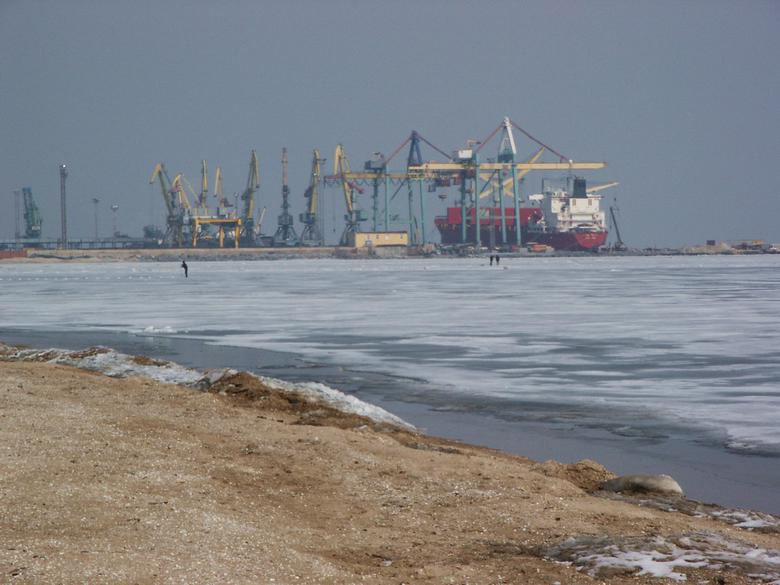
Морський торговельний порт

Крім важкої індустрії працює харчова (кондитерської, консервної, харчосмакова фабрики, 4 хлібозаводи, холодокомбінат, Маріупольський комбінат хлібопродуктів, Маріупольський мелькомбінат, молокозаводи, м'ясокомбінати: «Гермар», комбінату імені Ілліча, лікеро-горілчаний і пивоварний заводи), легка (швейна й панчішна фабрики, завод «Маріупольсіткоснасть», маріупольська фабрика «Сувенір») промисловість, промисловість будівельних матеріалів («Азовзалізобетон», цегельні заводи «Керамік», «Перспектива», ЗЗБВ — завод залізобетонних виробів), хімічна промисловість (завод ізоляційних матеріалів, завод «Хімпласт», «Маркограф»).

## Спеціальна економічна зона
На території Маріуполя працює спеціальна економічна зона Азов.